# Tsugaru (Aomori)
Tsugaru (つがる市 Tsugaru-shi?) es una ciudad localizada en la prefectura de Aomori, Japón. En junio de 2019 tenía una población estimada de 31.089 habitantes y una densidad de población de 123 personas por km². Su área total es de 253,55 km².

## Geografía

### Localidades circundantes
- Prefectura de Aomori
  - Ajigasawa
  - Goshogawara
  - Hirosaki
  - Nakadomari
  - Tsuruta

## Demografía
Según los datos del censo japonés, esta es la población de Tsugaru en los últimos años.
| 1995   | 2000   | 2005   | 2010   | 2015   |
| ------ | ------ | ------ | ------ | ------ |
| 42.384 | 41.320 | 40.091 | 37.243 | 33.316 |